# Pilar Pellicer i Parals
Pilar Pellicer i Parals (L'Escala, 20 de novembre de 1935 - Girona 01 de febrer de 2025 ) va exercir de mestra durant 40 anys fins que es va jubilar. De tarannà polifacètic, els dos temes predilectes d'escriptura són la sardana i el poble de l'Escala.

## Biografia
Nascuda en el carrer Perxel de l'Escala el 20 de novembre de 1935, el seu pare, Jaume Pellicer i Lleonart, un catalanista de fermes conviccions republicanes, li va posar el nom de Primavera amb el que va ser anomenada fins que la van batejar l'any 1939, just acabada la Guerra Civil espanyola. A l'Escala encara tothom la coneix com a la Primavera, en homenatge al seu pare i en record a una època.
En iniciar-se la Guerra Civil Espanyola el seu pare, com molts altres escalencs s'allistà a les milícies per convicció política i compromís personal. Amb només 22 anys formà part del contingent de milicians escalencs integrat en el grup joventuts llibertàries de l'Escala que es desplaçà a Colera amb la missió de vigilar un possible desembarcament facciós i controlar la via ferroviària de sabotatges. En dissoldre's les milícies el seu pare va ser mobilitzat en el front d'Aragó, concretament lluità en el front de Terol. Més endavant va traspassar la frontera i anà a l'exili:  primer va anar a la platja d'Argelers i després va ser internat al camp de concentració d'Agde. El seu periple a l'exili va continuar fins que l'any 1944, pocs mesos abans de finalitzar la Segona Guerra Mundial, va morir per asfíxia en el tren que el traslladava al camp de concentració nazi de Dachau.
La seva mare, Maria Parals Serra va quedar vídua molt jove i va haver de treballar en múltiples feines per poder viure:  en una fonda, a la fàbrica de salaó d'anxoves Solés i, fins i tot, va fer de llevadora (sense tenir el títol!) ajudant al Dr. Isern en els parts. Per poder tenir ingressos per pagar-se els estudis, la Pillar Pellicer Parals també ajudava a la seva mare amb les feines que sortien el cap de setmana o durant les vacances d'estiu com anar a vendre roba pels pobles del voltant de l'Escala i arrendar habitacions de la casa on vivien als turistes.
Des de sempre va tenir una gran vocació per ser mestra i va fer tot el possible per estudiar Magisteri en les circumstàncies molt adverses de la postguerra. Va estudiar els dos primers cursos de Magisteri per lliure que equivalia a estudiar al poble i examinar-se a la Normal de Girona. Va estudiar el tercer curs de Magisteri a la Normal de Girona, on vivia durant el curs escolar al Servei Domèstic –convent de les esclaves del Santíssim Sagrament i de la Immaculada— situat al carrer Escola Pia, al costat del noble Casal d'Agullana. L'any 1956 acaba els estudis de Magisteri i comença un periple professional que la porta a exercir de mestra en diferents centres: Joaquim Vedruna (germanes carmelites de la Caritat) de Palafrugell, acadèmia Hispanofrancesa de Barcelona, escola de pàrvuls de Tiana, escola mixta de Montiró, escola unitària de nenes de Rupià, escola unitària de Viladamat i, finalment, Col·legi Públic Empúries de l'Escala, des de l'any 1975 fins al 1996 data de la seva jubilació, els 7 últims dels anys va exercir el càrrec de directora.
Una vegada jubilada conrea una de les facetes que més l'apassiona: l'escriptura i ho fa parlant de l'Escala i de la sardana.

## Publicacions
Va col·laborar molts anys en la revista l'Escalenc i en diari comarcal Hora Nova.
Mai ha deixat d'escriure en els llibrets de l'Aplec de la Sardana i de la Festa Major de l'Escala.
Ha obtingut diversos premis en el concurs anual de prosa i poesia que organitza el Consell Consultiu de la Gent Gran de l'Alt Empordà i en el concurs de prosa i poesia del Casal del Jubilat, Jardí del Pedró de l'Escala.
El 2010 publica un llibre autobiogràfic Temps de primavera. Memòries d'una mestra, que va ser editat per l'Ajuntament de l'Escala.
El 2023 compila en una autoedició 141 cartes enviades al Punt avui entre el 1999 i el 2022 en el llibre Una lectora que escriu.
Les cartes que el seu pare va escriure a l'exili van ser el principal objecte d'estudi del llibre de Rafael Bruguera i Batalla Jaume Pellicer Lleonart, Quicus. El tràgic exili d'un republicà (Pagès Editors, 2017).

## Reconeixements
L'any 2005 el compositor de cobla Joaquim Hostech i Duñabeitia va compondre una sardana dedicada a la seva ingent tasca de mestra i que duu per nom A l'escalenca Pilar.
L'any 2020 l'àrea d'educació de l'Ajuntament de l'Escala, amb la voluntat de fomentar la recerca relacionada amb el municipi entre els estudiants dels dos centres escolars de primària i un de secundària va promoure uns premis anuals que porten el nom de Pilar Pellicer i Parals, que són també un homenatge a la popular mestra.
L'agrupació sardanista escalenca Avi Xaxu va distingir Pilar Pellicer i Parals com a sardanista de l'any 2023.
El setembre del 2023 va ser la pregonera de la Festa Major de l'Escala.